# شیرین‌ترین پای
«شیرین‌ترین پای» (به انگلیسی: Sweetest Pie) آهنگی از رپر آمریکایی مگان دی استالیون و خواننده انگلیسی دوآ لیپا است که در ۱۱ مارس ۲۰۲۲ توسط ۱۵۰۱ سرتیفاید و انترتینمنت ۳۰۰ منتشر شد. این آهنگ به عنوان تک‌آهنگ اصلی از دومین آلبوم استودیویی آتی مگان دی استالیون است.

## مقدمه و انتشار
در ژوئن ۲۰۲۱، مگان دی استالیون علاقه خود را برای همکاری با دوآ لیپا ابراز کرد، که در آن لیپا همچنین گفت که دوست دارد با مگان دی استالین همکاری کند. مگان دی استالیون و لیپا در فوریه ۲۰۲۲ پس از اینکه هنرمند دوم هنگام ارسال یک پای برای تولدش، اولی را با عنوان "شیرین ترین پای" خطاب کرد، شروع به تمسخر همکاری کردند. در همان ماه، مگان دی استالیون کنایه زد که تک آهنگ بعدی او با کسی خواهد بود که ممکن است طرفدارانش قبلا حدس زده باشند و این یک آهنگ غیرمنتظره و "متفاوت" برای خواهد او بود.
در ۶ مارس ۲۰۲۲، مگان دی استالیون و لیپا به طور رسمی همکاری خود را اعلام کردند. اولی یک تصویر تبلیغاتی از چهره دو هنرمند منتشر کرد که روی کیک ریخته شده بود، در حالی که دومی یک قطعه ۵ ثانیه ای از آهنگ را همراه با ویدیویی از مکالمه متنی بین این دو به اشتراک گذاشت که در آن تصاویری از آنها را با هم به اشتراک گذاشتند. آن‌ها روز بعد جلد و نام «شیرین‌ترین پای» را فاش کردند. این آهنگ در ۱۱ مارس ۲۰۲۲ منتشر شد.  ریمیکس EP توسط دیوید گتا در ۲۲ آوریل منتشر شد. 

## عملکرد جدول
در ایالات متحده، "شیرین‌ترین پای" در رتبه ۱۵ در بیلبورد هات ۱۰۰ قرار گرفت، و تبدیل به بالاترین آهنگ لیپا در جدول و ششمین تک آهنگ برتر او در ۲۰ آهنگ و هشتمین آهنگ مگان دی استالین شد. این آهنگ همچنین در بین ۲۰ آهنگ برتر در کانادا و ایرلند قرار گرفت. در جدول تک آهنگ های بریتانیا ، «شیرین‌ترین پای» با فروش ۱۲۳۴۴ واحدی در هفته اول، در رتبه ۳۱ قرار گرفت. 

## نماهنگ
نماهنگ "شیرین‌ترین پای" همراه با انتشار این آهنگ بود و توسط دیو میرز کارگردانی شد و توسط مگان دی استالین موضوع ساخته شد. این موزیک ویدیو با الهام از «هانسل و گرتل» با «پذیرایی از یک دو نفر از مردان ناآگاه در لانه‌شان - که در نهایت آنها را به سمت مرگ فریب می‌دهد» الهام گرفته شده است.

## اجراهای زنده
در ۱۵ مارس ۲۰۲۲، لیپا در طول تور نوستالژی آینده خود در بال آرنا در دنور، کلرادو، مگان دی استالیون را برای اجرای این همکاری بیرون آورد. این اولین باری است که آنها این آهنگ را با هم به صورت زنده اجرا کردند. مگان دی استالیون همچنین "شیرین‌ترین پای" را در مراسم جوایز موسیقی آی‌هارت‌رادیو در ۲۲ مارس  و در جشنواره موسیقی و هنر دره کواچلا در ۱۶ آوریل اجرا کرد. 